# Чалды

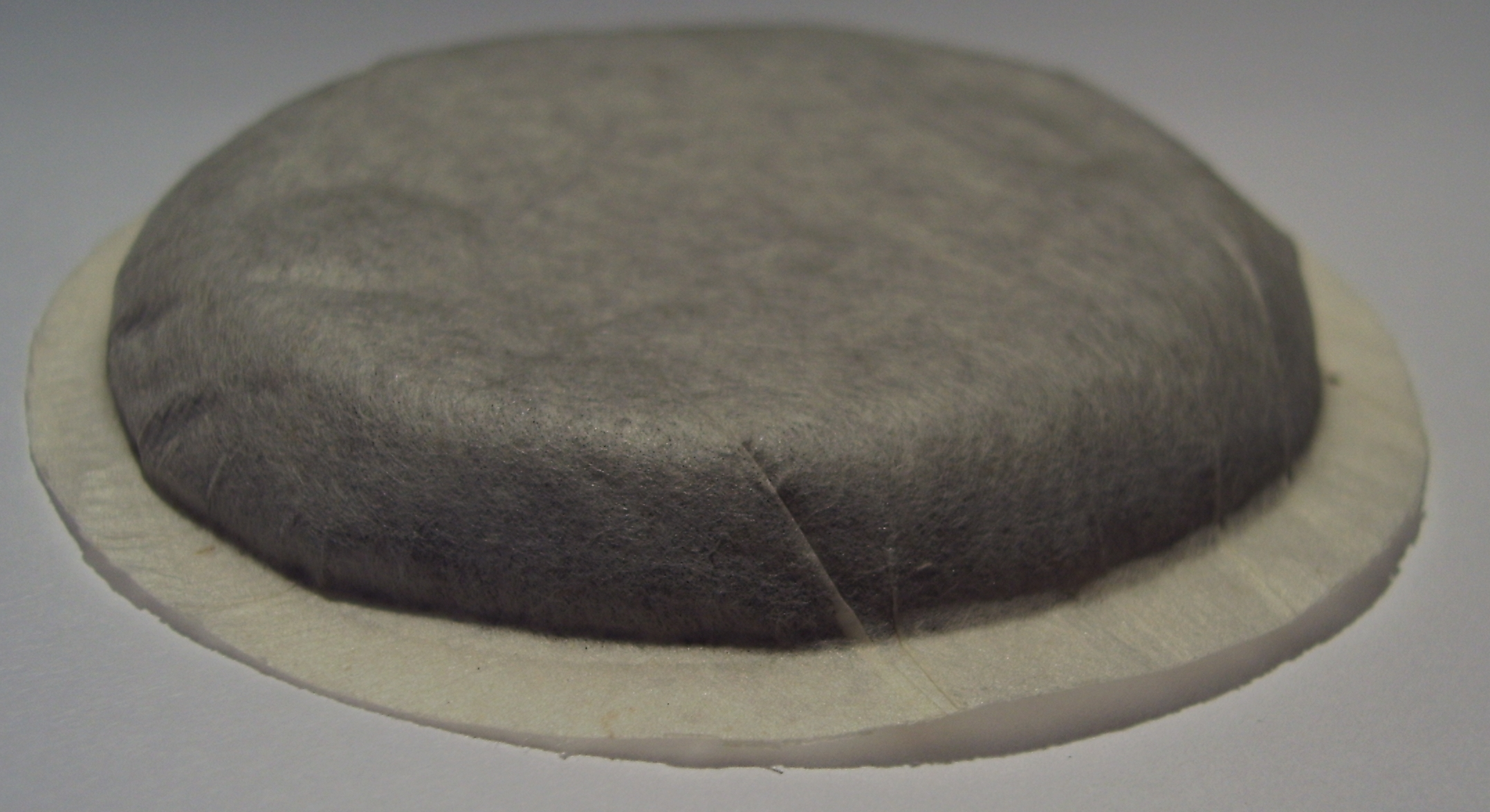
Чалда Senseo вверх ногами

Чалдовый кофе (от итал. cialda «вафля») — упаковка (фильтр-пакет) молотого жареного спрессованного кофе для приготовления одной порции напитка в специальных кофемашинах (чалдовых кофеварках). Чалды обычно состоят из двух слоёв специальной перфорированной бумаги. Существует несколько чалдовых систем, наиболее распространённые — Senseo (диаметр 70 мм) и E.S.E. (диаметр 44 мм).

## Особенности
Для изготовления чалд чаще всего используют кофейные смеси, состоящие из нескольких сортов молотого кофейного зерна. Одна чалда содержит от 7 до 9 г кофе и рассчитана на приготовления одной порции кофе эспрессо (25-30 мл). Основное отличие кофе в чалдах от других способов приготовления — постоянство вкуса и качества напитка.
Существуют чалды с кофейным зерном средней или сильной обжарки, а также кофе в чалдах без кофеина.
Как правило, чалды упаковываются в фольгу, куда закачивается углекислый газ для лучшей консервации кофе и сохранения его вкуса и аромата. Количество чалд в упаковке может варьироваться от 18 до 48.
Ведущими производителями чалдовых кофемашин типа Senseo являются WMF AG (Германия), Severin (Германия) и Philips (Нидерланды).